# Sony Open d'Hawaï
Le Sony Open d'Hawaï (Sony Open in Hawaii), est un tournoi de golf du tableau masculin de la PGA Tour, il se dispute en janvier. Créé en 1965, il a lieu chaque année à Hawaï en début d'année.
Lors de l’édition 2017, le vainqueur du tournoi, l'américain Justin Thomas, bat deux records du PGA Tour : le record du plus faible nombre de coups après deux tours et le plus faible nombre de coups après quatre tours. Lors de ce même tournoi, il devient le plus jeune joueur à rendre une carte de 59.

## Différentes appellations
- 1965-1990 : Open hawaien.
- 1991 : Open hawaiien United.
- 1992-1998 : Open hawaiien United Airlines.
- depuis 1999 : Sony Open d'Hawaii.

## Palmarès
| Année                         | Vainqueur        | Nationalité    |
| Sony Open in Hawaii           |                  |                |
| 2025                          | Nick Taylor      | Canada         |
| 2024                          | Grayson Murray   | États-Unis     |
| 2023                          | Kim Si-woo       | Corée du Sud   |
| 2022                          | Hideki Matsuyama | Japon          |
| 2021                          | Kevin Na         | États-Unis     |
| 2020                          | Cameron Smith    | Australie      |
| 2019                          | Matt Kuchar      | États-Unis     |
| 2018                          | Patton Kizzire   | États-Unis     |
| 2017                          | Justin Thomas    | États-Unis     |
| 2016                          | Fabian Gomez     | Argentine      |
| 2015                          | Jimmy Walker     | États-Unis     |
| 2014                          | Jimmy Walker     | États-Unis     |
| 2013                          | Russell Henley   | États-Unis     |
| 2012                          | Johnson Wagner   | États-Unis     |
| 2011                          | Mark Wilson      | États-Unis     |
| 2010                          | Ryan Palmer      | États-Unis     |
| 2009                          | Zach Johnson     | États-Unis     |
| 2008                          | Choi Kyung-Ju    | Corée du Sud   |
| 2007                          | Paul Goydos      | États-Unis     |
| 2006                          | David Toms       | États-Unis     |
| 2005                          | Vijay Singh      | Fidji          |
| 2004                          | Ernie Els        | Afrique du Sud |
| 2003                          | Ernie Els        | Afrique du Sud |
| 2002                          | Jerry Kelly      | États-Unis     |
| 2001                          | Brad Fixton      | États-Unis     |
| 2000                          | Paul Azinger     | États-Unis     |
| 1999                          | Jeff Sluman      | États-Unis     |
| United Airlines Hawaiian Open |                  |                |
| 1998                          | John Huston      | États-Unis     |
| 1997                          | Paul Stankowski  | États-Unis     |
| 1996                          | Jim Furyk        | États-Unis     |
| 1995                          | John Morse       | Australie      |
| 1994                          | Brett Ogle       | Australie      |
| 1993                          | Howard Twitty    | États-Unis     |
| 1992                          | John Cook        | États-Unis     |
| United Hawaiian Open          |                  |                |
| 1991                          | Lanny Wadkins    | États-Unis     |
| Hawaiian Open                 |                  |                |
| 1990                          | David Ishii      | États-Unis     |
| 1989                          | Gene Sauers      | États-Unis     |
| 1988                          | Lanny Wadkins    | États-Unis     |
| 1987                          | Corey Pavin      | États-Unis     |
| 1986                          | Corey Pavin      | États-Unis     |
| 1985                          | Mark O'Meara     | États-Unis     |
| 1984                          | Jack Renner      | États-Unis     |
| 1983                          | Isao Aoki        | Japon          |
| 1982                          | Wayne Levi       | États-Unis     |
| 1981                          | Hale Irwin       | États-Unis     |
| 1980                          | Andy Bean        | États-Unis     |
| 1979                          | Hubert Green     | États-Unis     |
| 1978                          | Hubert Green     | États-Unis     |
| 1977                          | Bruce Lietzke    | États-Unis     |
| 1976                          | Ben Crenshaw     | États-Unis     |
| 1975                          | Gary Groh        | États-Unis     |
| 1974                          | Jack Nicklaus    | États-Unis     |
| 1973                          | John Schlee      | États-Unis     |
| 1972                          | Grier Jones      | États-Unis     |
| 1971                          | Tom Shaw         | États-Unis     |
| 1970                          | pas de tournoi   |                |
| 1969                          | Bruce Crampton   | États-Unis     |
| 1968                          | Lee Trevino      | États-Unis     |
| 1967                          | Dudley Wysong    | États-Unis     |
| 1966                          | Ted Makalena     | États-Unis     |
| 1965                          | Gay Brewer       | États-Unis     |